# Rhipidia femorasetosa
Rhipidia femorasetosa är en tvåvingeart. Rhipidia femorasetosa ingår i släktet Rhipidia och familjen småharkrankar.

## Underarter
Arten delas in i följande underarter:
- R. f. femorasetosa
- R. f. taeniola